# Docalidia discissa
Docalidia discissa är en insektsart som beskrevs av Nielson 1979. Docalidia discissa ingår i släktet Docalidia och familjen dvärgstritar. Inga underarter finns listade i Catalogue of Life.